# Gloria (namn)
Gloria är ett latinskt kvinnonamn som betyder ära. Det äldsta belägget i Sverige är från år 1717.
Den 31 december 2014 fanns det totalt 1 042 kvinnor folkbokförda i Sverige med namnet Gloria, varav 677 bar det som tilltalsnamn.
Namnsdag: saknas

## Personer med namnet Gloria

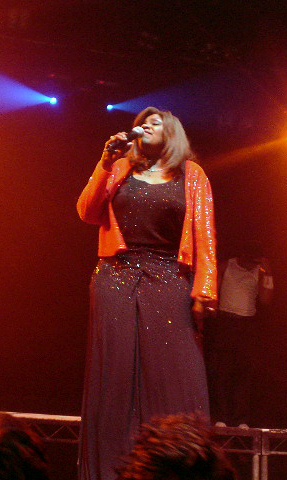
Gloria Gaynor

- Gloria DeHaven, amerikansk skådespelare och sångerska
- Gloria Ehret, amerikansk golfspelare
- Gloria Estefan, kubansk-amerikansk sångerska
- Gloria Friedmann, tysk-fransk konstnär
- Gloria Gaynor, amerikansk sångerska
- Gloria Gervitz, mexikansk poet
- Gloria Grahame, amerikansk skådespelare
- Gloria Hendry, amerikansk skådespelare
- Gloria Jones, amerikansk sångerska
- Gloria Kemasuode, nigeriansk friidrottare
- Gloria Macapagal-Arroyo, fd filippinsk president
- Gloria Siebert, tysk friidrottare
- Gloria Steinem, amerikansk journalist och feminist
- Gloria Stuart, amerikansk skådespelare
- Gloria Swanson, amerikansk skådespelare
- Gloria Tang, sångerska från Hongkong
- Gloria Tapia, svensk skådespelare
- Gloria Vanderbilt, amerikansk författare, konstnär och skådespelare